# Diego García de Alfaro
Diego García de Alfaro. (Moguer (Huelva), principios del siglo XVI – Perú, posteriormente a 1550). Conquistador español conocido por ser el primer capitán y piloto que surcaba la costa norte de Chile.

## Biografía
Nacido en Moguer a principios del XVI, se tiene noticias suyas en el Puerto del Callao (Perú) en enero de 1536 como soporte logístico de la expedición que Diego de Almagro realizaría por tierra al sur del Desierto de Atacama. Un mes después, la nave “San Cristóbal” de García Alfaro atracaba en la ciudad inca de Arica para recoger soldados de la misma misión que iban en la “Santiago”, que naufragó en la costa unas millas antes. La continuación de la exploración hacia el sur fue una verdadera odisea por los ataques de los indios que les impedían cualquier avituallamiento en la costa, hasta que llegaron en junio de ese año a la desembocadura del Río Aconcagua, poblado por pueblos pacíficos, para aguardar la llegada del ejército de Almagro; sin embargo no esperó, pues, una vez desembarcada la tropa, partió hacia El Callao para reivindicar a Francisco Pizarro los beneficios de los nuevos descubrimientos geográficos, por ser el primer capitán y piloto que surcaba la costa norte de Chile.
Fue testigo de la guerra entre pizarristas y almagristas por el dominio de la zona, las notas que han llegado, lo presentan como codicioso, oportunista y despiadado (características comunes en muchos colonizadores del Nuevo Mundo), pues las hay que lo citan adueñándose del oro de un galeón del rey destinado para sofocar la revuelta de Gonzalo Pizarro y, en otro caso, por apropiarse de los bienes de un particular que acompañaba a Blasco Vela Núñez, virrey del Perú,  que intentaba huir del golpe de mano de Gonzalo Pizarro (septiembre 1544), robandole un caballo, oro y diferentes posesiones que llevaba en el navío.